# 이풋볼 프로 에볼루션 사커 2020
《이풋볼 프로 에볼루션 사커 2020》(eFootball Pro Evolution Soccer 2020) 또는 간단히 《이풋볼 페스2020》(eFootball PES2020)은 PES 프로덕션이 개발하고 코나미가 마이크로소프트 윈도우, 플레이스테이션 4, 엑스박스 원, 안드로이드 and iOS용으로 배급한 축구 시뮬레이션 비디오 게임이다. 이 게임은 위닝 일레븐 시리즈의 19번째 판이며 2019년 9월 10일 전 세계 런칭되었고 아시에는 2019년 9월 12일 런칭되었다. 이 새로운 게임에는 제목 내 이풋볼(eFootball)이라는 명칭이 추가되는 이름 변화가 있었으며 이풋볼 프로 토너먼트를 강조한다.
월드 사커 위닝 일레븐 2011 커버의 마지막을 장식한 리오넬 메시가 표준 에디션의 스타를 장식하면서 위닝 일레븐의 대사들로서 각자 게임 파트너 클럽 각각을 대표하는 세르주 냐브리, 미랄렘 퍄니치, 스콧 맥토미니와 더불어 이번에 귀환하였다. 호나우지뉴는 레전드 에디션의 커버를 장식할 예정이다.

## 평가
이풋볼 페스 2020은 모든 플랫폼에서 비평가들로부터 대체적으로 긍정적인 평가를 받았다.